# Перевоплощение Хуана Ромеро
«Перевоплощение Хуана Ромеро» (англ. The Transition of Juan Romero) — короткий рассказ Г. Ф. Лавкрафта, написанный 16 сентября 1919 года. Впервые был опубликован в журнале «Marginalia», издательства «Arkham House» 1944 года. Рассказ вошел в сборник «Дагон и другие жуткие рассказы» (1986).

## Сюжет
В октябре 1894 года неназванный рассказчик работает старателем на Северном руднике в Кактусовых горах (англ. Cactus Mountains) у озера Джевел. На шахте трудятся рабочие из Новой Испании; одного из них зовут Хуан Ромеро. Взрывом прокладывают новые пути и обнаруживают пещеру, глубину которой не удается измерить даже самой длинной веревкой. Работа останавливается; в лагере остается несколько человек. Рассказчик и Ромеро слышат чьё-то пение из пещеры. В пещере кольцо Ромеро начинает сиять; он сходит с ума и кричит про Уицилопочтли, а затем провалился в пропасть.
Я приблизился к пламеневшей пропасти, поглотившей несчастного Ромеро и заглянул в бездонную пустоту кромешного ада, бурлившего огнями и звуками. Сначала я видел лишь кипящее варево света, но затем очертания, хотя и смутные, стали выплывать из месива, и я различил Хуан Ромеро? О Боже! я должен молчать! Само небо пришло мне на помощь, раздался жуткий грохот, словно две вселенные столкнулись в космосе, и зрелище, открывшееся мне, исчезло. Нахлынувший хаос сменился покоем забвения.
Рассказчик просыпается утром в постели и видит, что Хуан Ромеро лежит рядом. Врач подтвердил его смерть. Люди говорили, что это связано с огнём, сошедшим ночью в пропасть. В шахте произошел обвал, запечатавший пещеру. Иногда по осени в пополуночи раздается зловещий вой ветра и звучит пение из пещеры. Это означает, что перевоплощение Хуана Ромеро свершилось.

## Персонажи
- Рассказчик — эмигрант в одной из Северных колоний США. Решил расстаться со своим прошлым. Учился в Оксфорде, во времена службы в Индии. Изучал у мудрых седобородых старцев древние восточные учения. Несчастье перевернуло всю его жизнь и он начал строить ее заново на просторах Западной Америки, сменив имя и устроившись чернорабочим на знаменитый Северный рудник. Владел старинным индийским кольцом замысловатой формы.
- Хуан Ромеро (англ. Juan Romero) — один из многих полудиких мексиканцев, стекавшихся на рудник из соседних областей. Необычная внешность выделяла его из толпы испанизированных и коренных индейцев. У него был более бледный цвет кожи, делавший его столь непохожим на местных замухрыг. Его внешность не была отмечена знаками родства с белой расой. Его нашли ребенком в сырой лачуге в горах: он был единственным, кто пережил эпидемию, принесшую смерть в округу. Был воспитан мексиканцем, который промышлял угоном крупного скота. Хуан унаследовал его имя. Невежественный, знал всего несколько слов по-английски.
- Мистер Артур (англ. Mr. Arthur) — суперинтендант.

## Вдохновение
Рассказ был создан как частный пример и иллюстрация упражнения, продемонстрированный только для глаз небольшого круга корреспондентов. Написанный менее чем за день, рассказ был предназначен для быстрой демонстрации того, что можно сделать в условиях дислокации в пустыне, которую Лавкрафт использовал как пример того, что он называл «Скучная нить».
Кажется, Лавкрафт дезавуировал рассказ в начале своей писательской карьеры и не разрешал публиковать его при жизни, поэтому его не было в большинстве списков его рассказов. Похоже, он никому не показывал эту историю, пока к концу своей жизни Роберт Барлоу не запросил эту рукопись, чтобы подготовить ее машинопись.
Лавкрафт упоминает Новую Испанию, хотя нет уточнения по поводу этого названия; оно может относиться к Луизиане (Новая Испания) или намекать на Вице-королевство Новой Испании — что может привносить не соответствие окружения с настоящим. События происходят в вымышленных Кактусовых горах (в «Стране Лавкрафта»).

## Приложения
1. ↑  Lovecraft «Letter to the Gallomo, April 1920», in Letters to Alfred Galpin, Hippocampus Press, 2003.
2. ↑  Leigh Blackmore. «Some Notes on Lovecraft’s 'The Transition of Juan Romero'». Lovecraft Annual (Summer 2009)